# Франц (Порденоне)
Франц је насеље у Италији у округу Порденоне, региону Фурланија-Јулијска крајина.
Према процени из 2011. у насељу је живело 32 становника. Насеље се налази на надморској висини од 222 м.